# Сок
Сокът е течност (и напитката от нея), естествено съдържаща се в плодовете и зеленчуците.

## Приготвяне
Напитката се приготвя чрез механично изстискване или накисване на пресни плодове и зеленчуци, без допълнителна топлинна обработка или разтваряне. Например портокаловият сок е течен екстракт от плодовете на портокаловото дърво.
Сок може да се приготвя в домашни условия от пресни плодове и зеленчуци, използват се разнообразни ръчни или електрически сокоизстисквачки. Много промишлено приготвени сокове се филтрират, като по този начин се отстраняват пулпата и власинките, но прясно изстисканият портокалов сок (наречен от английски фреш) е също популярна напитка.
Сок може да бъде продаван и в концентрирана форма, понякога замразен, изискващ от потребителя да добави вода за разтваряне, за да възвърне първоначалното състояние. Концентратите обикновено имат значително по-различен вкус от прясно изстисканите сокове.
Някои сокове са приготвят, като се пастьоризират, преди да бъдат опаковани за продажба на дребно. Общите методи за съхранение и преработка на плодови сокове включват консерванти, пастьоризиране, замразяване и изваряване.

## Състав на сока
Сокът представлява продукт добит от клетъчния сок на растителната клетка. Поради тази причина в него се съдържат вещества които са синтезирани в клетката. Съдържат се захари, киселини, аминокиселини, витамини, минерални вещества.

## Видове сок
Плодовете, от които се получава сок имат различно водно съдържание. Условно е прието тези, от които се добива над 50% сок от общата маса на плода да се наричат сочни. От тях се получават едновременно мътни и бистри сокове. Плодовете, от които се добива по-малко от 50% сок от масата биват несочни. От тях се получават единствено мътни сокове каквито са нектарите. Според тези показатели соковете биват следните видове.

### Нектар
Сокът съдържа и елементи от месестата част на плода. Ето защо съдържа вкусови, ароматни и оцветяващи вещества. Типични нектари се получават от цитрусови плодове, кайсии, праскови, горски плодове. Нектарите са продукти, които съдържат всички елементи на колоидно-дисперсната система. Те са най-богатите продукти и стоят най-близко до изходната суровина, от която са произведени.

### Екстракти
Получават се от несочни плодове като нужните вещества се извличат с помощта на вода или водно-алкохолни разтвори.

### Плодово-ароматични бази
Представляват продукти, получени от цитрусови плодове или други ароматични суровини. Обикновено биват цитрусов или друг вид сок, към който са прибавени 10 – 20% смлени плодове или кори. Целта на добавеното количество е да се добави известно съдържание на водонеразтворими багрилни и ароматни вещества и най-вече се постигат добри органолептични характеристики на напитката.

## Европейски директиви
Според промяна на Европейската директива 2001/112 от 20 януари 2011 г. се забранява добавянето на захари при производството на плодови сокове, предназначени за търговия в рамките на общия европейски пазар .
Прави се разграничение между соковете, произведени от пресоване или изстискване на плодове или от концентрат, като препоръките са това да е показано на потребителя. За разлика от плодовите сокове при производството на нектари може да се добавят захари или мед, но това трябва да е обозначено на опаковката с думите „подсладен“ или „с добавка на захари“ . С това се прави значително разграничаване при производството на плодови сокове и нектари.

## Сок и здраве
Соковете често се консумират заради благотворния им ефект върху здравето.
Например портокаловият сок е богат на витамин C, фолиева киселина, калий и е отличен източник на природни антиоксиданти , като значително подобрява кръвния липиден профил на хора с хиперхолестеролемия.
Сливовият сок от древни времена е известен с благотворния си ефект върху храносмилателната система и облекчаването на състоянието на констипация.
Сокът от червена боровинка отдавна се ползва за превенция и дори лечение на инфекции по пикочния мехур, като предпазва от свързването на бактерии за мехура.
Много плодови сокове имат по-висока сладост (дължаща се предимно на фруктозата) отколкото подсладените безалкохолни напитки. Така например типичният натурален сок има 50% захари от Кока кола. Докато безалкохолните (като „Кока кола“) причиняват оксидативен стрес при приемането им и могат да доведат до инсулинова резистентност за дълго време, то това не може да бъде предизвикано от плодовите сокове. Даже обратното – соковете повишават нивата на кръвните антиоксиданти, като така намаляват възпалението и оксидативния стрес, причинени от храни богати на мазнини и захари.
През последните години консумацията на плодови сокове се е увеличила в Европа, Австралия, САЩ вероятно заради общественото възприемане на соковете като здравословен природен източник на полезни и хранителни вещества. Наистина е установена зависимост между консумацията на сокове и намаления риск от някои видове рак като: рак на шийката, рак на гърлото, рак на пикочния мехур, левкемия, рак на панкреаса, в устната кухина, на дебелото черво, на простата; предпазва от инсулт, както и забавя развитието на болест на Алцхаймер.
Не бива да се приема, че консервираните плодови сокове и техните лечебни качества са тъждествени на тези при пресните сокове (фреш), главно защото при тях липсват фибрите и често са силно обработени. Високо фруктозният сироп, добавян към много сокове, се свързва с повишеното развитие на диабет тип II. Някои изследвания посочват прекомерната консумация на сокове като причина за повишаване на теглото, но други отричат подобна връзка. При контролиран клиничен тест редовната употреба на гроздов сок в продължение на 12 седмици не е предизвикала повишаване в теглото сред изпитваните доброволци, това обаче е причинено при консумацията на безалкохолни.
Приемът на плодов сок в умерени количества при деца и възрастни може да замести дневната нужда от прием на плодове.
Трябва да се вземе предвид обаче, че плодов сок не бива да се дава на бебета под 6-месечна възраст, а при деца от 1 до 6 години трябва да е разпределен на 4 – 6 пъти с общ обем, ненадвишаващ 3/4 от водна чаша (250 ml). Пиенето на твърде много сок може да доведе до недохранване, диария, газове, болки в корема, подуване и проблеми със зъбите. 